# Simon le Tanneur
Ne doit pas être confondu avec Simon le tanneur (Nouveau Testament) (en)
Simon le Tanneur (Xe siècle), appelé aussi saint Simon le Cordonnier (arabe : سمعان الخراز Sam'ān al-Kharrāz), est un saint de l'Église copte orthodoxe, associé à l'histoire du soulèvement de la Montagne de Mukattam au Caire en Égypte, durant le califat du Fatimide Al-Muizz li-Dîn Allah (953-975), alors qu'Éphrem Ier était le patriarche de l'église copte d'Alexandrie.

## Le miracle de la montagne volante
Simon le Tanneur vécut vers la fin du Xe siècle en Égypte. Comme de nombreux coptes chrétiens de l'époque il était artisan. Saint Simon travaillait le cuir, artisanat répandu au Vieux-Caire aujourd'hui encore. Cette activité comportait divers métiers du travail des peaux ; c'est pourquoi saint Simon est connu sous différentes appellations : Tanneur, Cordonnier.
Le calife al-Muizz, qui régnait durant la période 972-975, avait l'habitude d'inviter différents chefs religieux pour débattre en sa présence. Dans l'une de ces réunions où étaient présents le patriarche Éphrem Ier, également connu sous le nom d'Abraam et un Juif nommé Yaqub ibn Killis (et dans une autre version de cette histoire, Moïse), Abraham prit le dessus dans le débat. Pour se venger, Ibn Killis cita le verset où Jésus-Christ, déclare : « En vérité, je vous le dis, si vous avez de la foi comme un grain de sénevé, vous pourrez dire à cette montagne : Transporte-toi d'ici à là, et elle se déplacera. Rien ne sera impossible pour vous. » (Matthieu, 17:20) ; il défia d'Abraham de prouver que sa religion dit vrai au moyen de ce miracle. Après avoir entendu Killis ibn, le calife demanda à Abraham : « Que dis-tu de cette parole ? Est-elle dans votre évangile ou non ? » Le patriarche répondit : « Oui, elle est bien dans l'évangile. » Le calife exigea alors que ce miracle soit effectué par la main d'Abraham, ou bien lui et tous les coptes seraient tués par l'épée. Le patriarche demanda trois jours pour réaliser le miracle.

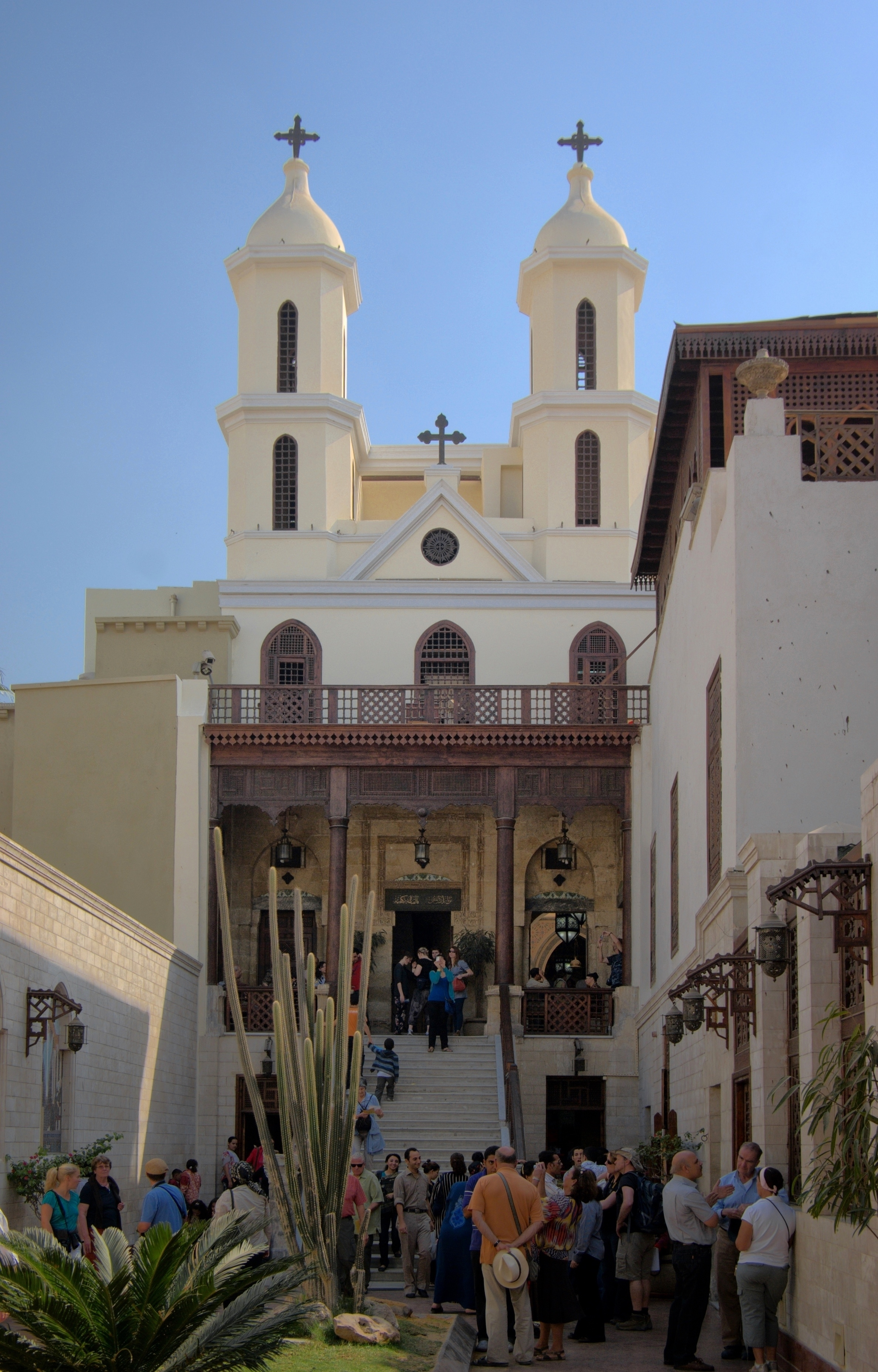
L'église suspendue, Le Caire, construite au ap. J.-C.

Abraham rassembla moines, prêtres et anciens. Il leur dit de rester dans l'église durant trois jours pour faire pénitence et prier. Le matin du troisième jour, Abraham était en prière dans L'église suspendue, quand il vit Marie, mère de Jésus. La Sainte Vierge lui dit d'aller au grand marché : « tu trouveras un homme borgne portant sur l'épaule un vase rempli d'eau ; appelle-le, car c'est par ses mains que le miracle se réalisera. » Abraham écouta Marie et se rendit au marché ; il y rencontra l'homme dont la Sainte Vierge lui avait parlé. C'était Simon le tanneur. Celui-ci s'était arraché un œil à cause d'un passage de la Bible : « si ton œil droit est pour toi une occasion de chute, arrache-le et jettes-le. Il est préférable pour toi de perdre une partie de ton corps que ton corps entier d'être jeté dans la géhenne. » (« Matthieu 5:29-30 »). En effet, un jour, une femme était entrée dans son échoppe et, l'ayant vue, il avait été traversé par une pensée de luxure. Il avait alors préféré appliquer à la lettre le texte de l'évangile.
Simon dit à Abraham de sortir avec les prêtres et tout le peuple sur la montagne, avec le calife et tous ses soldats. Simon dit à Abraham de crier « Seigneur, aie pitié » trois fois en faisant le signe de la croix. Le patriarche suivi les consignes de Simon et, par trois fois, la montagne se souleva. Après que le miracle eut été effectué en présence du calife, le patriarche rechercha Simon, mais celui-ci avait disparu. Le calife se tourna vers Abraham et dit : « Ô Patriarche, j'ai reconnu le bien-fondé de votre foi. »
En commémoration de ce miracle, l'Église copte orthodoxe observe trois jours de jeûne supplémentaires avant le début de la Nativité.
Mukattam signifie découpée. La colline est en effet parcourue par trois failles géologiques.

## Découverte des reliques de saint Simon
Durant les années de 1989-1991, les membres du clergé copte et les archéologues ont recherché des reliques de saint Simon le Tanneur, datant du Xe siècle. Simon était a priori enterré dans le cimetière d'al-Habash dans le vieux Caire. Mais simultanément, le squelette de Simon a été découvert dans l'église de la Sainte Vierge (église de Babylone El-Darag) lors de fouilles archéologiques à l'occasion de sa restauration. Le squelette de Simon a été découvert le 4 août 1991, à un mètre sous la surface de l'église. Fait particulièrement intéressant : les cheveux était encore intacts ; ils étaient présents seulement sur le dos du crâne, d'où l'on conclut que l'homme était chauve sur le devant et avait des cheveux abondants sur l'arrière de la tête.
Dans l'église où le squelette de Simon a été trouvé, il y avait aussi une peinture représentant le patriarche copte Abraham et un tanneur chauve portant deux cruches d'eau. Selon la tradition, Simon distribuait de l'eau aux pauvres. La peinture représente en outre certaines des caractéristiques du squelette découvert. Dans une église voisine un vase a également été trouvé et daté de plus de mille ans ; certains estiment que ce vase d'argile était celui que Simon utilisait pour distribuer l'eau aux pauvres. Il est maintenant conservé dans la nouvelle église de Saint-Simon sur Mukattam, au Caire.

## Le monastère de Saint Simon au Caire
Le monastère de Saint-Simon est situé sur la rive ouest du Nil derrière le village de Zabbaleen. Le village Zabbaleen est un village où vivent les éboueurs du Caire. En 1969, le gouverneur du Caire a décidé de déplacer la décharge publique du Caire et tous les éboueurs sur la colline de Mukattam. En 1987 il y avait environ 15 000 personnes vivant dans le village Zabbaleen. Le monastère est difficile d'accès, il faut en effet traverser ce village.

## Le monastère de Saint-Simon à Assouan
Le monastère de Saint-Simon à Assouan semble ne pas avoir de lien direct avec saint Simon le Tanneur. Le monastère est accessible soit par la traversée du désert de Qubbet el-Hawa ou en naviguant sur le Nil à partir d'Assouan, puis marchant jusqu'à le Wadi Al-Qurqur. Le monastère, qui était à l'origine dédiée à Anba Hadra d'Assouan a ensuite été rebaptisé Saint-Simon. Ce monastère a été construit au VIIe siècle et reconstruit au Xe siècle. Au XIIIe siècle, cependant, le monastère était en ruine ; on y a retrouvé une inscription selon laquelle un Ali Mutammar l'aurait visité en 1295. Bien que le monastère ait été détruit, ses principales caractéristiques ont été conservées. Une des églises du monastère présente de nombreuses inscriptions coptes et des dalles de pierres fournissent un historique des moines qui y vivaient.

## Reliques
Les reliques de saint Simon ont été découvertes en 1991 dans l'église copte orthodoxe de la Bienheureuse Vierge Marie. Elles sont aujourd'hui réparties dans trois églises, l'église Sainte Marie de Babylone El-Darag, l'église suspendue de Sainte Marie et l'église de Saint Samaan le Tanneur à Mukattam.